# Instamatic

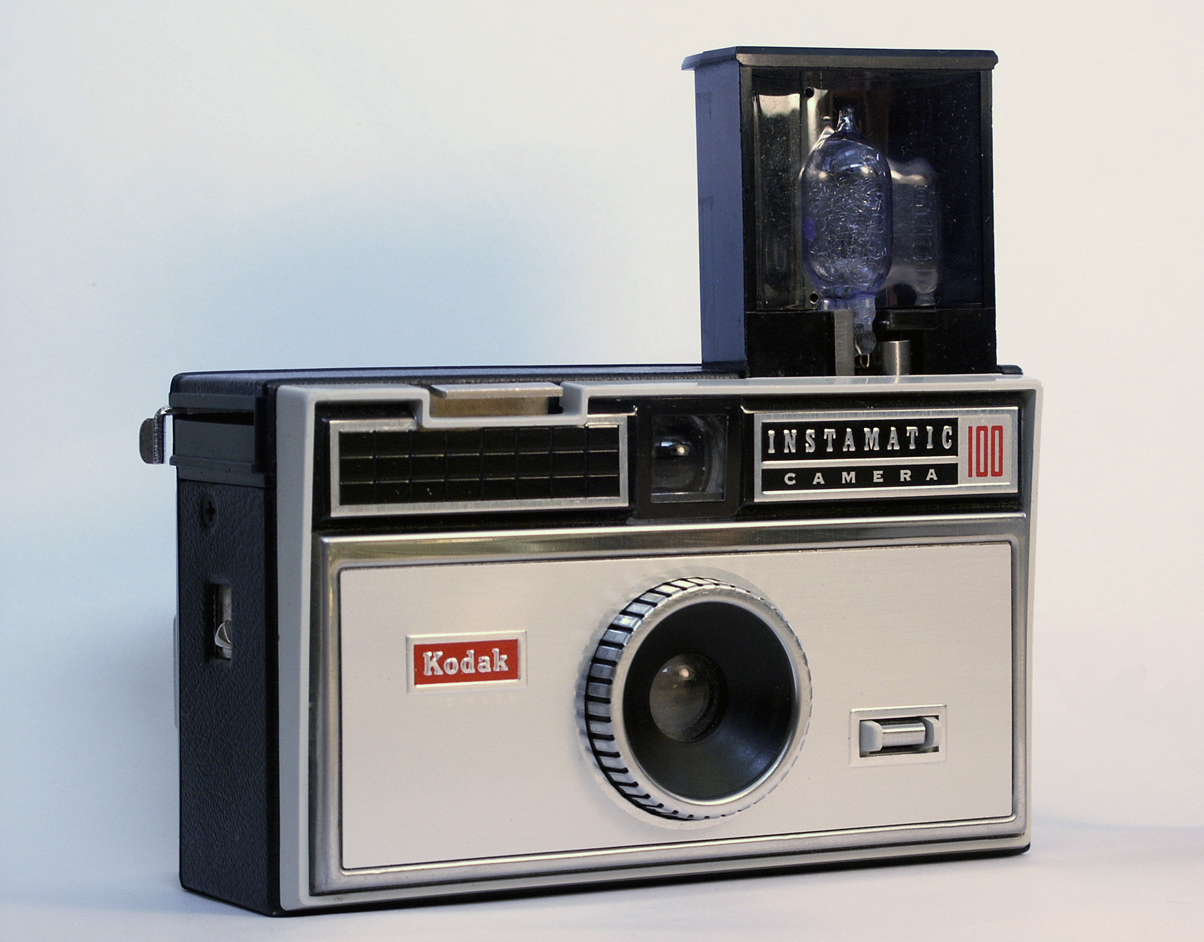
Instamatic 100, den första Instamatic-kameran kom 1963.

Instamatic är en kameraserie med speciellt utformad kassett som introducerades 1963 av Kodak. Meningen med kassetten var att man skulle kunna byta film i kameran mellan till exempel svartvit, positiv och negativ färgfilm utan att något mer än en enda oexponerad bildruta förstördes. Kamerans övriga begränsningar gjorde dock att få utnyttjade denna möjlighet. 

## Kommersiell framgång
Instamatic blev en omedelbar succé; mer än 50 miljoner Instamatic-kameror producerades mellan 1963 och 1970. Kodak gav till och med bort ett stort antal i en gemensam kampanj med Scott pappershanddukar i början av 1970-talet för att generera ett stort antal nya fotografer och stimulera en varaktig efterfrågan på sin filmverksamhet.
Många andra tillverkare försökte dra nytta av Instamatics popularitet med sina egna 126-kameror, inklusive Canon, Olympus, Minolta, Ricoh, Zeiss Ikon, och till och med Rollei. Vissa av dessa modeller var mer sofistikerade och dyrare än Kodak-kamerorna: Rollei SL26, till exempel, hade utbytbara objektiv, TTL-mätning och en avståndsmätare, och såldes för $300.

## Teknik
Kameran är i princip en fortsättning på de gamla lådkamerorna men nu tillverkade av plast. Utvecklingen av den färgnegativa filmens exponeringslatitud gjorde Instamatic-kameran möjlig. Kameran försågs med blixtlampor och senare med blixtkuber där fyra blixtlampor kunde avfyras genom ett mekaniskt arrangemang.

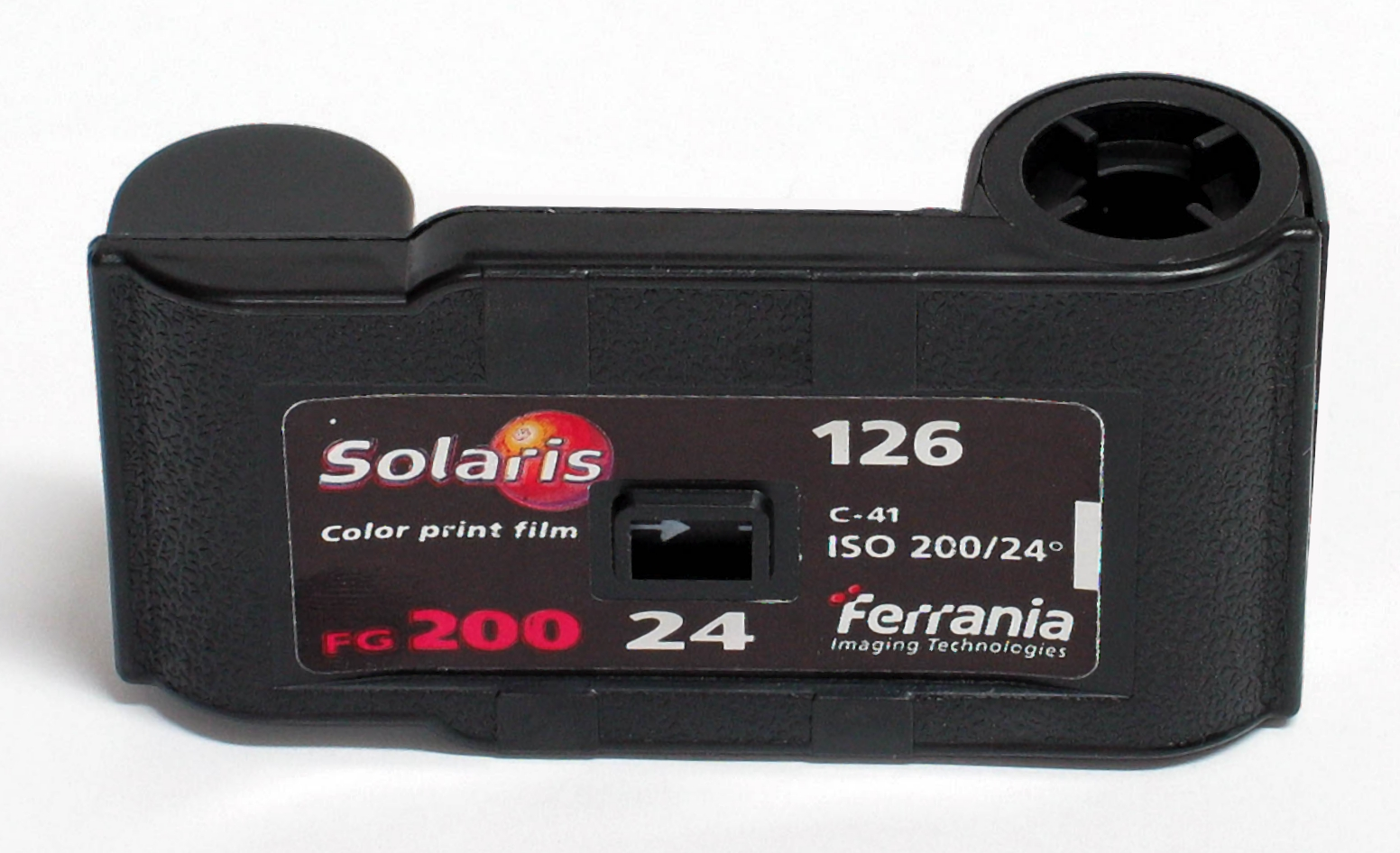
126-film

Kameran försågs med fixfokuslins som är tämligen korrigerad för linsfel, men har låg ljusstyrka. Fixfokuslinsen tecknade skarpt mellan någon meter framför kameran till nära nog oändlighet. Objektivet hade en centralslutare med två inställningar: mulet och solsken. Instamatic-kameran är den populäraste kameran som Kodak gjort.
Filmkassetten fanns i ett kvadratiskt negativformat 28 x 28 mm varav effektiv bildyta var ca 26,5 x 26,5 mm. Detta kallas 126 cartridge. Bredden på standardformatet är samma som för 135-film, men instamaticfilm känns igen på, förutom de kvadratiska bilderna, att filmerna är perforerade bara i sin ena kant och bara med ett hål per bildruta. 

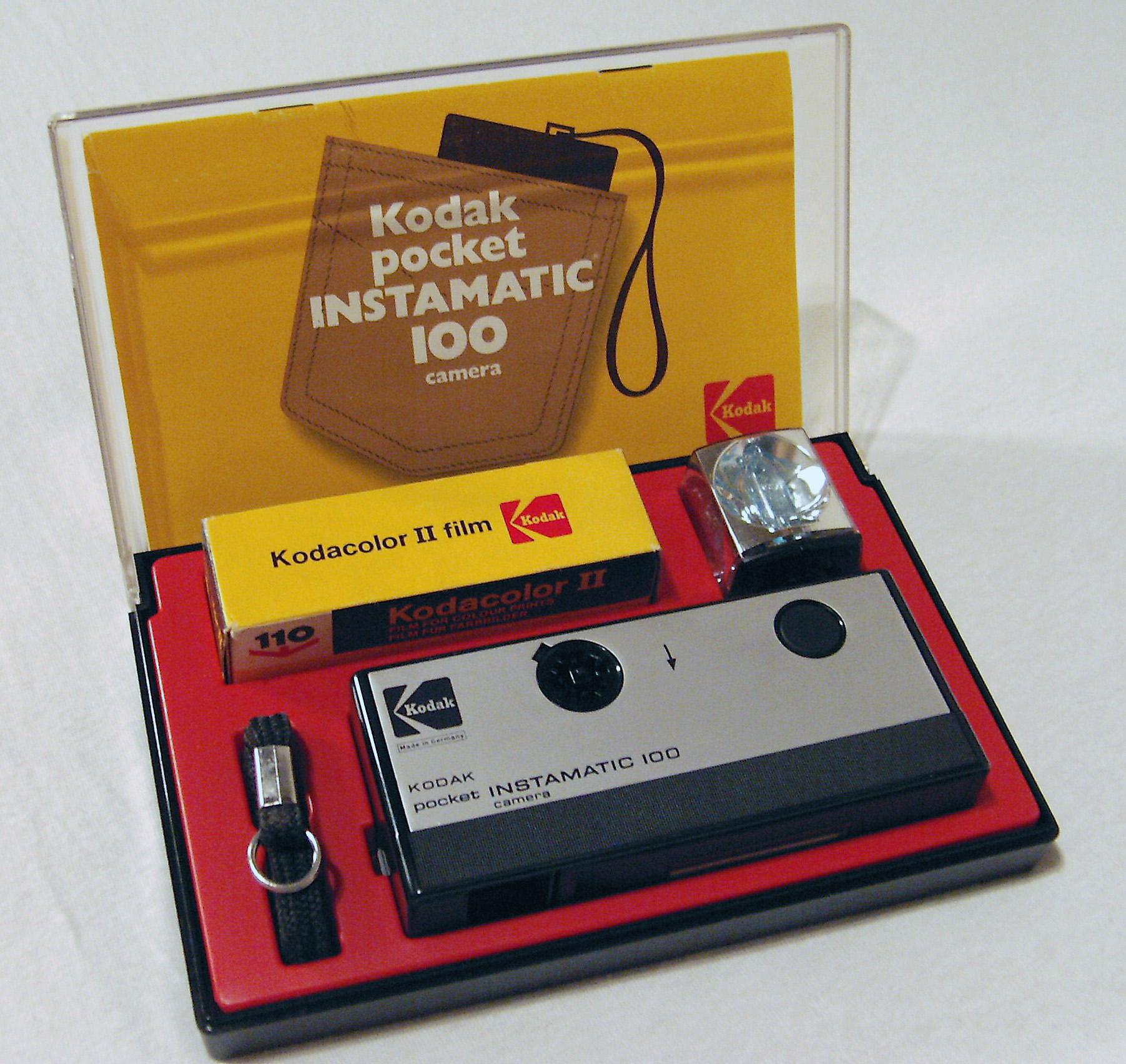
Förpackning med en Pocket Instamatic-kamera, film och blixt.

1972 lanserades ett mindre format, Pocket Instamatic med 16 mm film med beteckningen 110-format. Minolta gjorde ett försök att lansera en avancerad kamera för Instamatics 110-format.
Tillverkningen av 126-film upphörde 2007. Ferrania/Solaris i Italien var den sista tillverkaren av 126-film. 
Kodak har efter Instamatic lanserat Disc-kameran men den blev inte lika populär.
Elektronikens framsteg i kameratillverkningen har senare försett icke-teknisk intresserad allmänhet med mera kraftfulla kameror. Men dessa gamla kameratyper lever vidare i engångskameran.